# Tara Conner
Tara Elizabeth Conner (sinh ngày 18 tháng 12 năm 1985 tại Dallas, Texas) là một hoa hậu đến từ bang Kentucky. Cô từng tham dự cuộc thi Miss Teen USA năm 2002, đoạt danh hiệu Miss USA 2006 và tham dự cuộc thi Hoa hậu Hoàn vũ 2006. Cuối năm 2006, cô dính vào scandal khi bị phát hiện sử dụng rượu, ma túy và hôn Hoa hậu Tuổi Teen Mỹ 2006, Katie Blair tại nơi công cộng. Cô được phép giữ lại vương miện với điều kiện phải sửa chữa những hành vi sai trái.

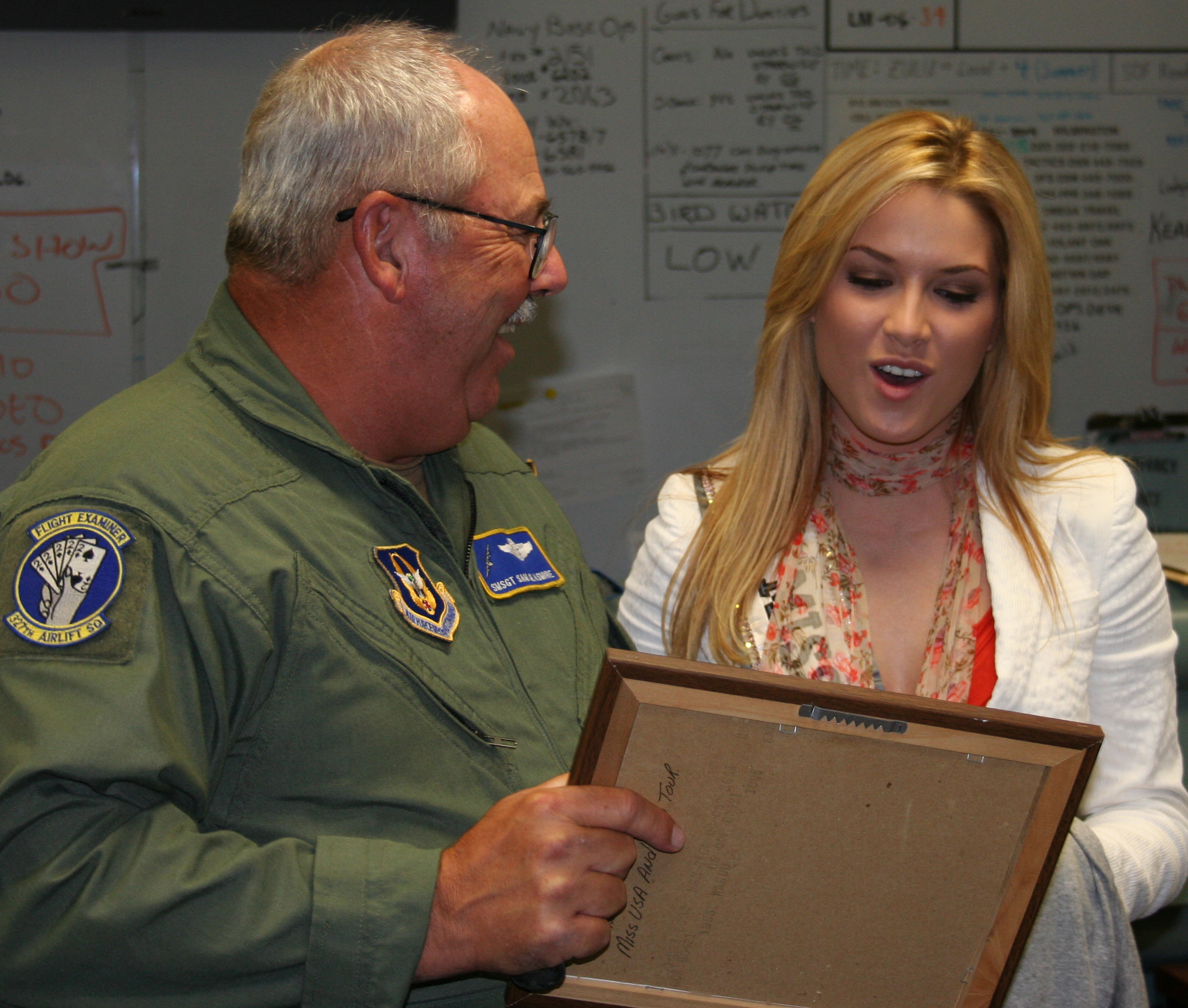
Tham quan Naval Air Station Willow Grove
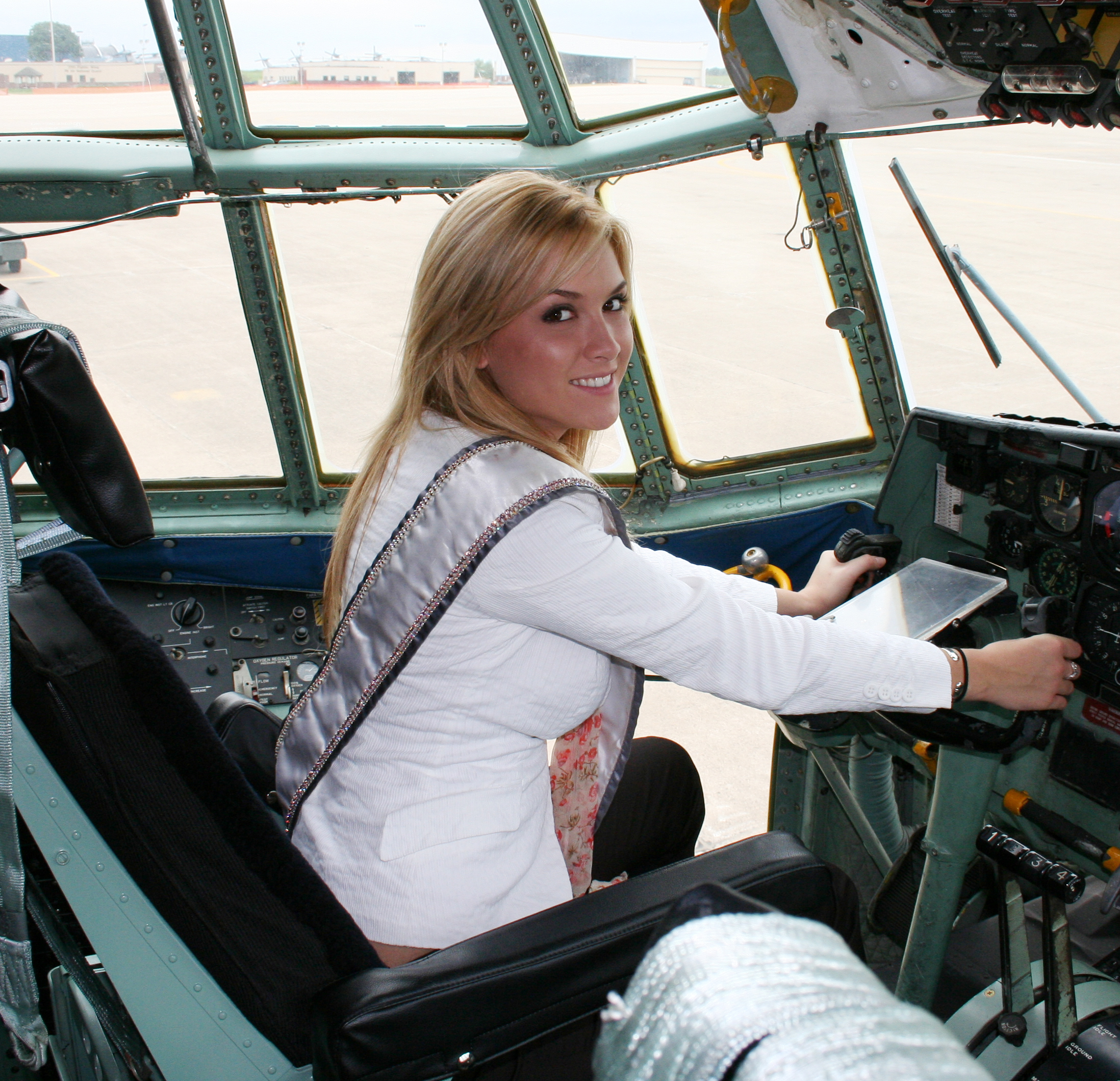
Tham quan Naval Air Station Willow Grove
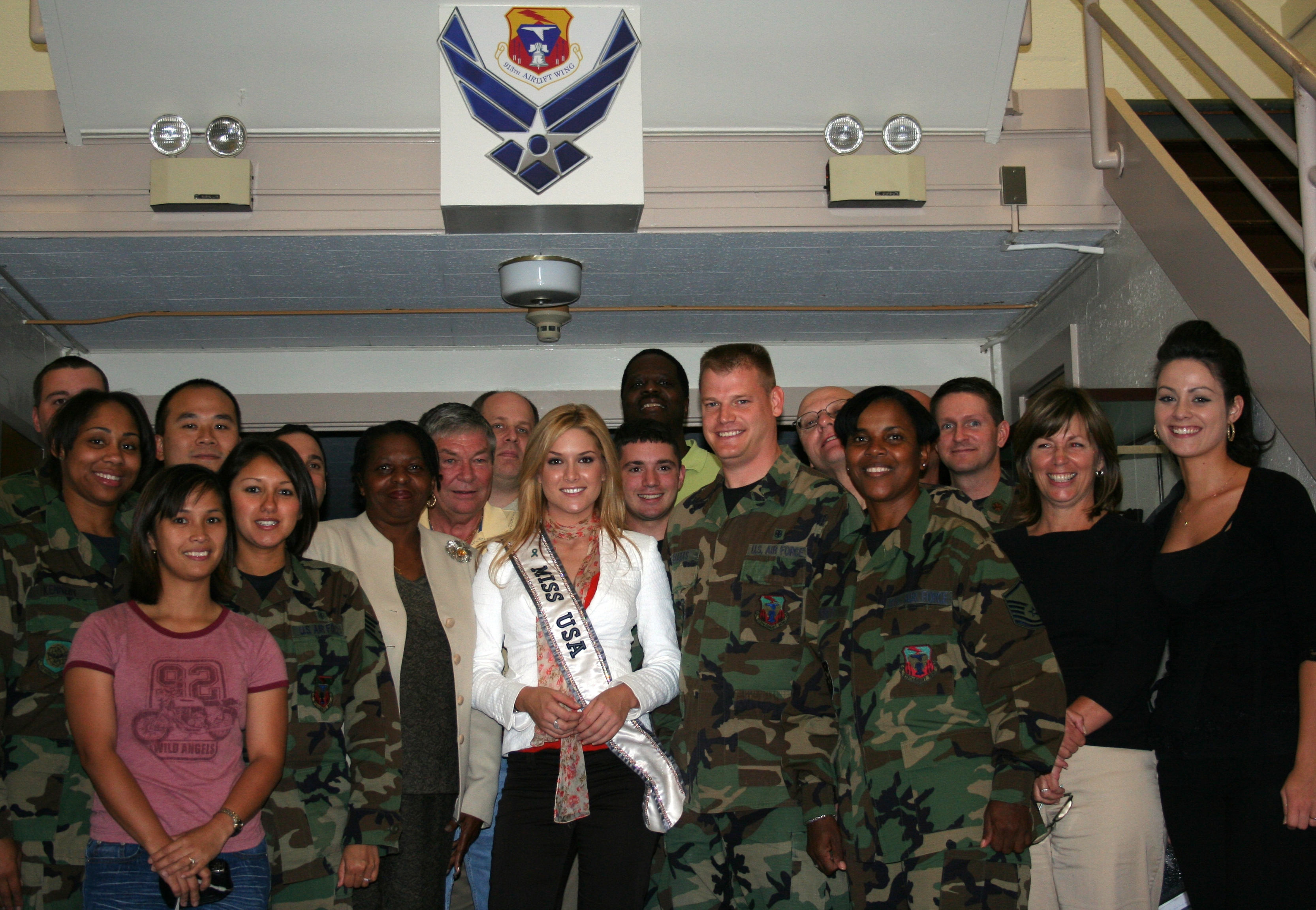
Tham quan Naval Air Station Willow Grove

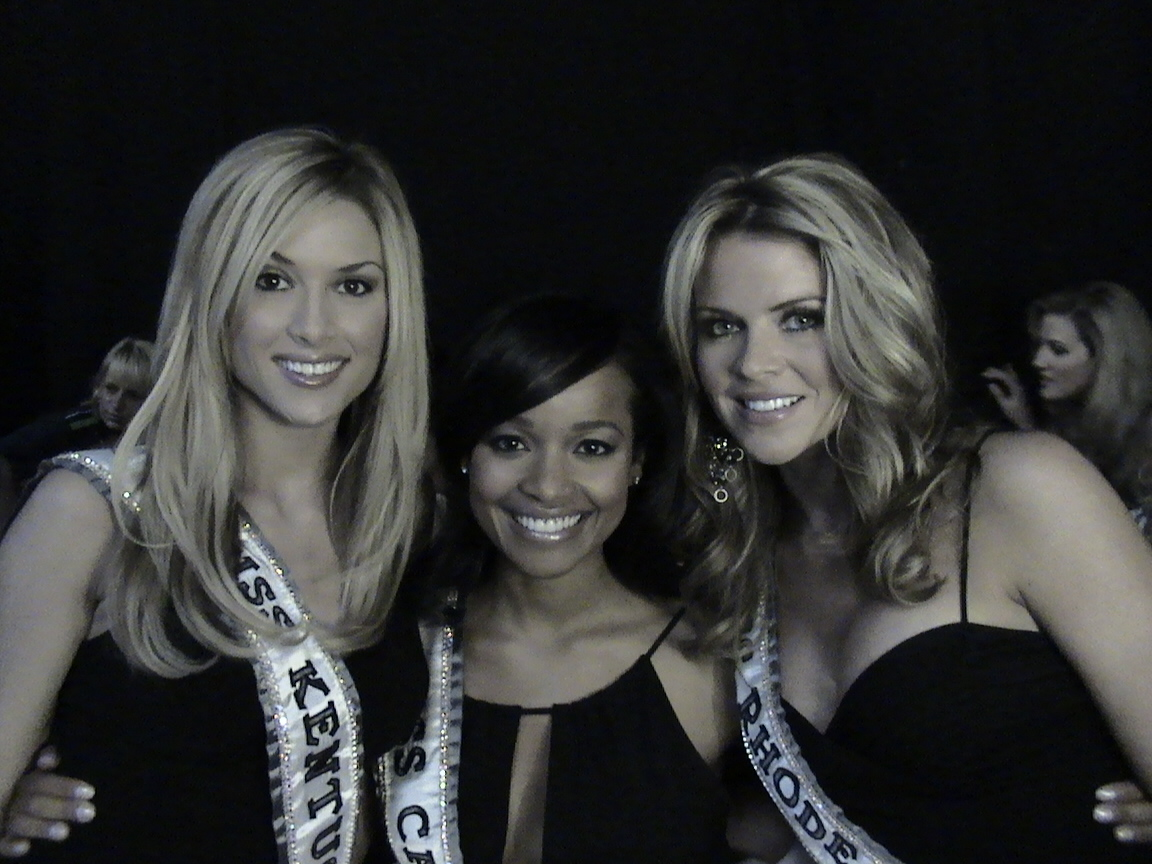
Conner, as Miss Kentucky USA (before Miss USA) at a taping of Deal or No Deal
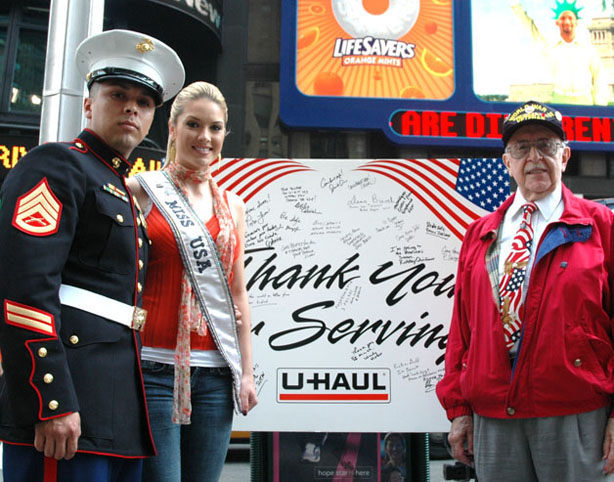

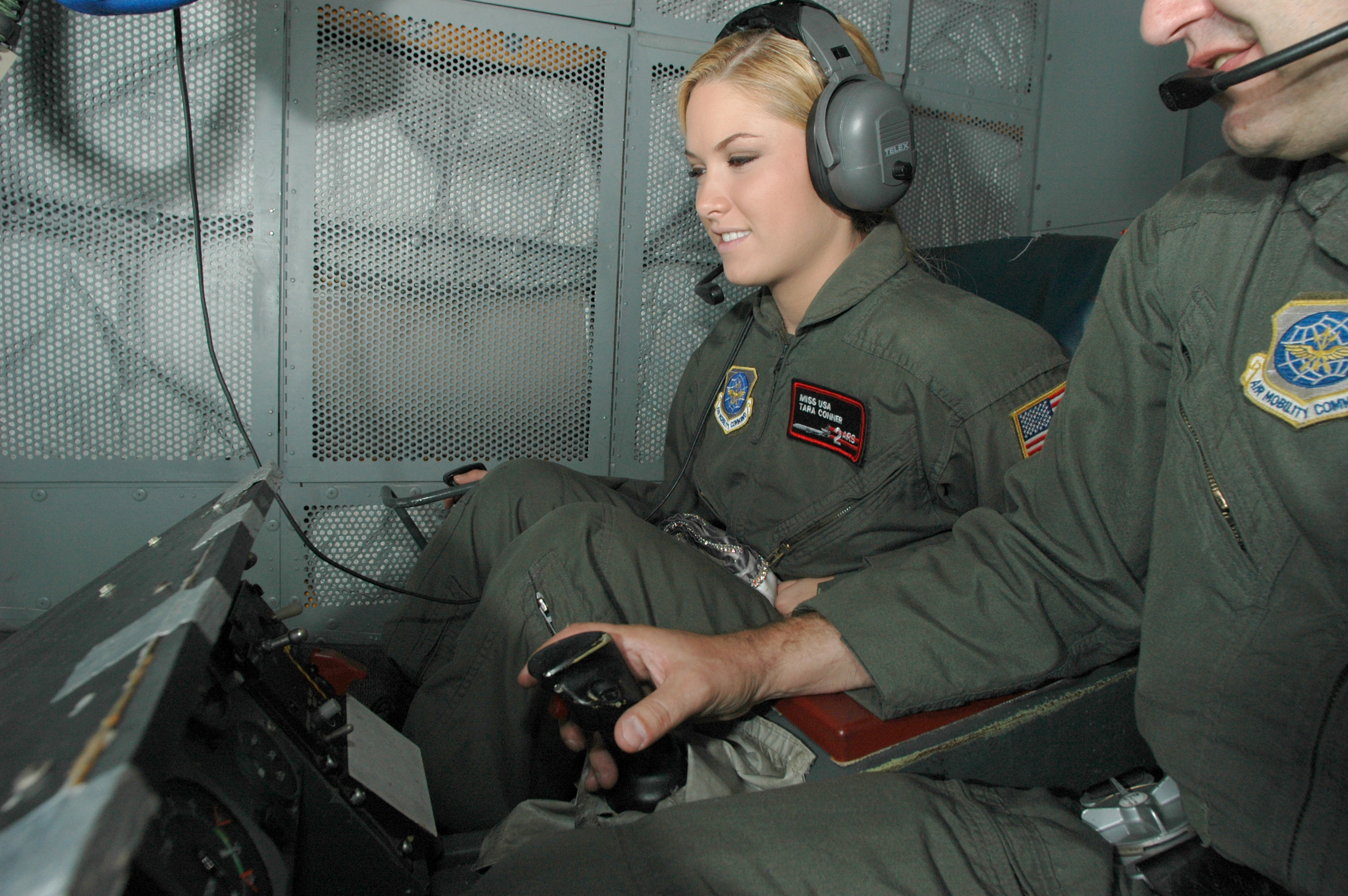
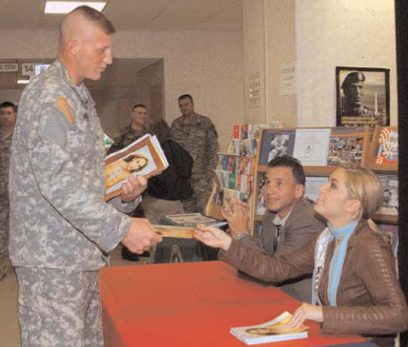